# Willmoth Daniel
Willmoth Daniel (* 18. August 1948 in Bolands) ist ein aus Antigua und Barbuda stammender Politiker der United Progressive Party. Er gehörte zwischen 1994 und 1999 und seit 2004 dem Repräsentantenhaus an.

## Familie und Werdegang
Geboren in Bolands erhielt Daniel seine schulische Ausbildung an der St. John's Boys School und der Hill Secondary School. Er ist als Auktionator tätig, verheiratet und Vater eines Sohns und einer Tochter. Seine politische Karriere begann er als Kandidat des United People’s Movement. Für diese Partei trat er im Wahlkreis St. Philip South bei den Unterhauswahlen 1984 an, unterlag dort jedoch deutlich gegen den Kandidaten der Antigua Labour Party. Nach Auflösung des United People’s Movement wechselte Daniel zur United National Democratic Party, für die er bei den Unterhauswahlen 1989 erneut im Wahlkreis St. Philip South antrat. Auch bei seiner zweiten Wahl unterlag er gegen den Kandidaten der Antigua Labour Party. Nachdem die United National Democratic Party in der United Progressive Party gelang Daniel bei den Unterhauswahlen 1994 der Sieg in seinem angestammten Wahlkreis. Seinen Sitz konnte er bei den Unterhauswahlen 1999 zwar nicht verteidigen, setzte sich aber bei den Wahlen 2004 erneut durch. Seitdem wurde zweimal wiedergewählt. Während seiner Zeit im Repräsentantenhaus hatte er mehrere Ministerposten inne. So fungierte er als Gesundheitsminister und als Minister für Arbeit und Transport.